# Política do Zimbabwe
O Zimbabwe é uma república presidencialista, na qual o presidente é o chefe de estado e de governo.

## Poder executivo
De acordo com a Constituição do Zimbabwe, o presidente é o Chefe de estado e de governo e comandante-em-chefe das forças de defesa, eleito pela maioria dos votos populares. Antes de 2013, o presidente era eleito para um mandato de 6 anos sem limites de mandatos. A nova constituição aprovada no referendo de 2013 limita o presidente a dois mandatos de 5 anos.
| Presidente            | Período    |
| --------------------- | ---------- |
| Canaan Sodindo Banana | 1980-1987  |
| Robert Mugabe         | 1987-2017  |
| Emmerson Mnangagwa    | 2017-2023* |

## Poder legislativo
O Parlamento é composto pela Assembleia Nacional e, desde 2005, pelo Senado, que já havia sido abolido em 1990. A Assembleia tem 270 membros eleitos por sufrágio universal. Sob a Constituição de 2013, o Senado é composto por 80 membros, dos quais 60 são eleitos para mandatos de cinco anos em círculos eleitorais de 6 membros representando uma das 10 províncias, eleitos com base nos votos na eleição da câmara baixa, usando representação proporcional da lista partidária, distribuídos usando a cota de lebres.